# 鄭欽文
鄭欽文（てい・きんぶん、ジェン・チンウェン、簡体字: 郑钦文; 拼音: Zhèng Qīnwén, 英語: Zheng Qinwen、2002年10月8日 - ）は、中国・湖北省十堰市出身の女子プロテニス選手。これまでにWTAツアーでシングルス5勝を挙げている。WTAランキング自己最高位はシングルス4位、ダブルス724位。身長178cm、右利き、バックハンド・ストロークは両手打ち。
2024年パリオリンピック女子シングルス金メダリスト。2024年全豪オープン女子シングルス準優勝。2024年WTAファイナルズ準優勝。

## 経歴

### アマチュア経歴
2002年に湖北省十堰市に生まれ、7歳の時にテニスを始めた。8歳の時に練習のために武漢市に移ると、11歳の時に北京市に移り、カルロス・ロドリゲスのもとで練習した。鄭欽文のあこがれの選手は李娜であり、カルロス・ロドリゲスは李娜の元コーチである。2019年に母親とともにスペインのバルセロナに移った。2021年にはペレ・リバをコーチに据えた。

### プロ経歴

#### 2021年
2021年7月、パレルモ国際でWTAツアーデビューし、1回戦では第2シードのリュドミラ・サムソノワを破った。

#### 2022年
2022年1月のメルボルン・サマーセットでは、1回戦で本玉真唯、2回戦でベラ・ズボナレワ、準々決勝でアナ・コニュを破り、準決勝で第2シードのシモナ・ハレプに敗れたが、WTAツアーで初めてベスト4となった。2022年全豪オープンでは初めてグランドスラム本選に出場し、1回戦ではアリャクサンドラ・サスノビッチを破ったが、2回戦で第5シードのマリア・サッカリに敗れた。
2022年全仏オープンでは、1回戦でマリナ・ザネフスカを破り、2回戦で第19シードのシモナ・ハレプを破ると、3回戦はアリーゼ・コルネの棄権で4回戦に進出した。4回戦では第1シードのイガ・シフィオンテクに敗れたが、月経痛が影響したと語っている。1週間後のバレンシア国際オープンではWTA 125で初優勝を飾り、世界ランキング46位となってトップ50に入った。
2022年ウィンブルドン選手権では、1回戦でスローン・スティーブンスを、2回戦でグリート・ミネンを破ったが、3回戦では最終的に優勝したエレナ・リバキナに敗れた。8月の行われたWTA1000トーナメントのナショナル・バンク・オープンでは、2回戦で第5シードのオンス・ジャバーを、3回戦でビアンカ・アンドレースクを破り、準々決勝で第14シードのカロリナ・プリスコバに敗れたものの、WTAランキングでは初のトップ10入りを果たした。
2022年全米オープンでは、1回戦でエレナ・オスタペンコを、2回戦でアナスタシア・ポタポワを破り、3回戦でジュール・ニーマイヤーに敗れた。9月に日本で開催された東レ パン・パシフィック・オープンでは、2回戦で第1シードのパウラ・バドサを破り、決勝でリュドミラ・サムソノワに敗れたものの、初めてWTAツアー決勝に進出した中国の10代選手となった。また、9月26日にはWTAランキング28位となってトップ30入りを果たした。2022年シーズン終了後の12月にはWTA年間最優秀新人選手賞を受賞した。

#### 2023年
2023年全豪オープンには第29シードとして出場し、2回戦でベルナルダ・ペラに敗れた。5月のイタリア国際では、1回戦でアリーゼ・コルネ、2回戦でアンナ・ボンダール、4回戦で同胞のワン・シユを破り、クレーコート大会で初めてベスト8となった。WTAランキングでは19位となってトップ20入りし、トップ20入りした5人目の中国人選手となった。2023年全仏オープンには第19シードとして出場し、1回戦でタマラ・ジダンシェクを破ったが、2回戦でユリア・プチンツェワに敗れた。
7月のパレルモ国際には第2シードとして出場し、地元のサラ・エラーニをダブルベーグル（6-0、6-0）で破ると、準々決勝で第7シードのエマ・ナヴァッロ、準決勝で第3シードのマヤル・シェリフ、決勝で第5シードのジャスミン・パオリーニを破り、WTAツアーで初優勝した。
2023年全米オープンには第23シードとして出場し、1回戦でナディア・ポドロスカ、2回戦でカイア・カネピ、3回戦でルシア・ブロンゼッティを破ると、4回戦では前回大会準優勝者で第5シードのオンス・ジャバーを破った。準々決勝では最終的に準優勝したアリーナ・サバレンカに敗れたが、グランドスラムで初めてベスト8となった。9月のアジア競技大会女子シングルスでは金メダルを獲得した。
10月には母国開催の鄭州オープンに出場し、決勝では第7シードのバルボラ・クレイチコバを破り、2度目のWTAツアー優勝を果たした。10月末にはWTAエリート・トロフィーに出場し、準決勝では同胞の朱琳を破ったが、決勝でベアトリス・ハダッド・マイアに敗れて準優勝だった。2023年シーズン終了後の12月には
WTA最も上達した選手賞を受賞した。

#### 2024年
2024年全豪オープンに第12シードとして出場すると、1回戦でアシュリン・クルーガー、2回戦でケイティ・ボウルター、3回戦で同胞の王雅繁、4回戦でオセアン・ドディン、準々決勝でアンナ・カリンスカヤ、準決勝でダヤナ・ヤストレムスカを破り、鄭潔、李娜、彭帥に次いでグランドスラムの準決勝に進出した4人目の中国人選手となった。なお、準決勝までに勝利した6人はいずれもノーシードの選手である。決勝では第2シードのアリーナ・サバレンカに敗れたが、大会後にはWTAランキングでトップ10入りし、李娜に次いでトップ10入りした2人目の中国人選手となった。
全仏オープンは3回戦、ウィンブルドン選手権は1回戦敗退。それでも、ウィンブルドン直後のパレルモ国際では、決勝でカロリナ・ムホバを降し優勝した。そして挑んだ2024年パリオリンピックでは、エマ・ナバーロとの3回戦をマッチポイントをしのいで逆転勝ちすると、準決勝では全仏覇者にして世界ランキング1位のイガ・シフィオンテクを破り、決勝進出。決勝はドナ・ベキッチと対戦し、6-2, 6-3で勝利を収め、シングルスでは中国勢初となる五輪金メダルを獲得した。

## WTAツアー決勝進出結果

### シングルス: 10回 (5勝5敗)
| 大会グレード                  |
| ----------------------------- |
| グランドスラム (0–1)          |
| WTAファイナルズ (0–1)         |
| WTA1000トーナメント (0–1)     |
| オリンピック (1–0)            |
| WTAエリート・トロフィー (0–1) |
| WTA500トーナメント (2–1)      |
| WTA250トーナメント (2–0)      |

| 結果   | No. | 決勝日         | 大会         | サーフェス    | 対戦相手                     | スコア               |
| ------ | --- | -------------- | ------------ | ------------- | ---------------------------- | -------------------- |
| 準優勝 | 1.  | 2022年9月25日  | 東京         | ハード        | リュドミラ・サムソノワ       | 5-7, 5-7             |
| 優勝   | 1.  | 2023年7月24日  | パレルモ     | クレー        | ジャスミン・パオリーニ       | 6-4, 1-6, 6-1        |
| 優勝   | 2.  | 2023年10月15日 | 鄭州         | ハード        | バルボラ・クレイチコバ       | 2-6, 6-2, 6-4        |
| 準優勝 | 2.  | 2023年10月29日 | 珠海         | ハード        | ベアトリス・ハダッド・マイア | 6-7(11-13), 6-7(4-7) |
| 準優勝 | 3.  | 2024年1月27日  | 全豪オープン | ハード        | アリーナ・サバレンカ         | 3-6, 2-6             |
| 優勝   | 3.  | 2024年7月21日  | パレルモ     | クレー        | カロリナ・ムホバ             | 6-4, 4-6, 6-2        |
| 優勝   | 4.  | 2024年8月3日   | パリ五輪     | クレー        | ドナ・ベキッチ               | 6-2, 6-3             |
| 準優勝 | 4.  | 2024年10月13日 | 武漢         | ハード        | アリーナ・サバレンカ         | 3-6, 7-5, 3-6        |
| 優勝   | 5.  | 2024年10月27日 | 東京         | ハード        | ソフィア・ケニン             | 7-6(7-5), 6-3        |
| 準優勝 | 5.  | 2024年11月9日  | リヤド       | ハード (室内) | コリ・ガウフ                 | 6-3, 4-6, 6-7(2-7)   |

## 4大大会成績
略語の説明
| W | F | SF | QF | #R | RR | Q# | LQ | A | Z# | PO | G | S | B | NMS | P | NH |

W=優勝, F=準優勝, SF=ベスト4, QF=ベスト8, #R=#回戦敗退, RR=ラウンドロビン敗退, Q#=予選#回戦敗退, LQ=予選敗退, A=大会不参加, Z#=デビスカップ/BJKカップ地域ゾーン, PO=デビスカップ/BJKカッププレーオフ, G=オリンピック金メダル, S=オリンピック銀メダル, B=オリンピック銅メダル, NMS=マスターズシリーズから降格, P=開催延期, NH=開催なし.

### シングルス
| 大会           | 2019 | 2020 | 2021 | 2022 | 2023 | 2024 | 2025 | 通算成績 |
| -------------- | ---- | ---- | ---- | ---- | ---- | ---- | ---- | -------- |
| 全豪オープン   | A    | A    | A    | 2R   | 2R   | F    | 2R   | 9–4      |
| 全仏オープン   | A    | A    | A    | 4R   | 2R   | 3R   | QF   | 10–4     |
| ウィンブルドン | A    | NH   | A    | 3R   | 1R   | 1R   | 1R   | 2–4      |
| 全米オープン   | A    | A    | A    | 3R   | QF   | QF   |      | 10–3     |